# Gill (cráter marciano)
Gill es un cráter de impacto situado en el cuadrángulo Arabia de Marte, localizado en las coordenadas 15.9°N de latitud y 354.6°W de longitud. Tiene 83 km de diámetro y recibió su nombre en honor del astrónomo escocés David Gill, nombre aprobado por la Unión Astronómica Internacional (IAU)  en 1973 (Grupo de Trabajo para la Nomenclatura del Sistema Planetario WGPSN).
| [[File:Wikigillmap.jpg\|680px\|alt={{{Alt\|Mapa MOLA, mostrando el cráter Gill (a la izquierda) y otros cráteres cercanos.]] File:Wikigillmap.jpgMapa MOLA, mostrando el cráter Gill (a la izquierda) y otros cráteres cercanos. |
| [[File:Wikigill.jpg\|1200px\|alt={{{Alt\|{{{descripción}}}]] |
| Cráter Gill, fotografía de la cámara CTX a bordo del Mars Reconnaissance Orbiter. (El norte, hacia la izquierda de la fotografía).                                                                                               |